# Boros unicolor
Boros unicolor is een keversoort uit de familie Boridae. De wetenschappelijke naam van de soort is voor het eerst geldig gepubliceerd in 1827 door Say.